# Patrick Gallois
Pour les articles homonymes, voir Gallois (homonymie).
Patrick Gallois, né le 17 avril 1956 à Linselles, est un flûtiste et chef d'orchestre français.
Patrick Gallois fait partie des musiciens français qui occupent le devant de la scène musicale internationale.

## Biographie
Patrick Gallois est initié à la flûte traversière par un musicien amateur, artisan électricien de sa ville natale.
Admis au Conservatoire national supérieur de musique de Paris dans la classe de Jean-Pierre Rampal à l'âge de 17 ans, il est nommé à 21 ans première flûte solo de l'Orchestre national de France, alors sous la direction musicale de Lorin Maazel, jouant sous la direction de Léonard Bernstein, Seiji Ozawa, Pierre Boulez, Karl Boehm, Eugen Jochum, Sergiu Celibidache... Il occupe ce poste jusqu'en 1984, date à laquelle il entame une carrière de soliste international qui l'a conduit dans le monde entier.
Patrick Gallois s'est produit en concert comme sur disque, sous la direction de chefs tels que Sir Neville Marriner, Lorin Maazel, Antal Dorati, Leif Segerstarn, et en musique de chambre avec Yuri Bashmet, Natalia Gutman, Peter Schreier, Jorg Demus, le quatuor Linsay. Jusqu'à leur disparition, il jouait régulièrement avec Jean-Pierre Rampal et Lili Laskine.
Il est invité régulièrement par les grands orchestres européens et asiatiques ainsi que dans tous les festivals internationaux de musique notamment : Proms de Londres, Festival international de Pollença, Festival de La Chaise-Dieu, Printemps des arts de Monte-Carlo, City of London festival, Théâtre des Champs-Élysées, Philharmonia Orchestra, Orchestre du Capitole de Toulouse, Orchestre de chambre de Lausanne, Orchestre symphonique de l'Oregon, Orchestre national de Belgique, Helsinki Philharmonic, Orchestre d'Auvergne, Sinfonia Varsovia, Danish Radio Symphony Orchestra, Orchestre de chambre de Cologne, Orchestre symphonique d'Edmonton, London Mozart Players, Orpheus Chamber Orchestra, entre autres. Il effectue régulièrement des tournées en Allemagne, au Japon et en Israël et donne des masterclasses tous les ans.
Il était entre 2003 et 2012 le directeur musical de l'orchestre symphonique de Jyväskylä, en Finlande (Sinfonia Finlandia Jyväskylä).
Sa discographie compte environ 75 titres.

## Discographie sélective

### Chef d'orchestre
- Camille Saint-Saëns, Intégrale des concertos pour violon et orchestre (no 1, no 2, no 3), Fanny Clamagirand, violon, Sinfonia Finlandia Jyväskilä, dir. Patrick Gallois. CD Naxos 2009

### Flutiste
- Piazzolla For Two: Tangos For Flute & Guitar. Patrick Gallois (flûte). Deutsche Grammophon, 1996[2]